# Hirschthal (Alemanha)
Hirschthal é um município da Alemanha localizado no distrito de Südwestpfalz, estado da Renânia-Palatinado.
Pertence ao Verbandsgemeinde de Dahner Felsenland.